# Odilia Palomo Paíz
Alicia Odilia Palomo Paíz (20 de noviembre de 1919 - 1985) fue una profesora y política guatemalteca. Desempeñó el cargo de primera dama de Guatemala de 1954 a 1957, al ser esposa del presidente Carlos Castillo Armas.
Nació en la ciudad de Guatemala, hija de Herminio Palomo Mayorga y Josefina Paíz Amado. Posteriormente, se casó con Carlos Castillo Armas en 1933.
Se convirtió en primera dama luego de que su esposo fuera investido como presidente de Guatemala. Estuvo presente durante la visita del vicepresidente Richard Nixon y su esposa Pat Nixon. El 27 de julio de 1957 estuvo presente durante el asesinato de su esposo y fue la única testigo del asesinato. Luego del funeral de su cónyuge, se retiró de la vida pública. En 1976 el presidente Fernando Romeo Lucas García la condecoró con la Orden Dolores Bedoya de Molina por su labor educativa y social. Palomo Paíz murió en 1985.